# Лямин 1-й
Лямин 1-й (Лямин Первый, Первый Лямин, манс. Емынглемынг) — река в России, протекает по территории Ханты-Мансийского района Ханты-Мансийского автономного округа. Сливаясь с рекой Лямин 2-й, образует реку Лямин, ниже их слияния в неё впадает Лямин 3-й. Высота устья — 53,5 м над уровнем моря.

## География
Река Лямин 1-й берёт начало на водоразделе Сибирских Увалов. Течёт на юг. Река почти не заселена, лишь в устье реки расположен посёлок Верхнее Лямино.
Устье реки находится в 281 км по правому берегу реки Лямин. Длина реки — 133 км, площадь водосборного бассейна — 2730 км².
- В 39 км от устья по правому берегу реки впадает река Сумтынгъюган.
- В 43 км от устья по правому берегу реки впадает река Васьюган (основной приток[2]).
- В 96 км от устья по левому берегу реки впадает река Айлемынг.
- В 133 км от устья по правому берегу реки впадает река Правый Лямин 1-й.
- В 133 км от устья по левому берегу реки впадает река Левый Лямин 1-й.

## Данные водного реестра
По данным государственного водного реестра России относится к Верхнеобскому бассейновому округу, водохозяйственный участок реки — Обь от города Нефтеюганск до впадения реки Иртыш, речной подбассейн реки — Обь ниже Ваха до впадения Иртыша. Речной бассейн реки — (Верхняя) Обь до впадения Иртыша.
Код объекта в государственном водном реестре — 13011100212115200046324.